# وحيد في المنزل
هوم ألون (بالإنجليزية: Home Alone)‏؛ ويعني بالعربية وحيد في المنزل، هو فيلم كوميدي أمريكي أُصدِرَ عام 1990. يلعب الممثل ماكولي كولكين دور كيفن ماكاليستر في الفيلم، وهو صبي في الثامنة من عمره يُترَك وحده في المنزل عن طريق الخطأ في الوقت الذي تسافر عائلته في رحلة إلى فرنسا لقضاء عطلة عيد الميلاد. بعد نجاح الفيلم ظهرت عدة أجزاء أخرى للفيلم، اشتهر الممثل كولكين، وتحول الفيلم والأجزاء التي تبعته لألعاب فيديو. صُور الفيلم بين فبراير ومايو 1990 في عدة أماكن في جميع أنحاء إلينوي. كان من المفترض أن يجري توزيع الفيلم من قبل شركة وارنر برذرز، ولكنه نُقل إلى شركة توينتيث سينشوري فوكس عندما تجاوز هيوز حد 10 ملايين دولار الذي فُرض على ميزانية الفيلم من قبل وارنر.
عُرض الفيلم لأول مرة في شيكاغو بتاريخ 10 نوفمبر 1990، واجتاح الولايات المتحدة في 16 نوفمبر 1990 بشكل كبير، بإجمالي إيرادات قُدرت بـ 476.7 مليون دولار، احتفظ الفيلم بالرقم القياسي لأعلى أرباح فيلم كوميدي على الإطلاق، حتى تجاوزه فيلم صداع الكحول الجزء الثاني في عام 2011. حصل الفيلم على ترشيحين لجائزة الغولدن غلوب، الأول لأفضل فيلم موسيقي أو كوميدي والثاني لأفضل ممثل في فيلم موسيقي أو كوميدي لـ كولكن، بالإضافة إلى ترشيحين لجائزة الأوسكار إحداهما لأفضل موسيقى تصويرية والتي لحنها جون ويليامز، ولأفضل أغنية أصلية عن أغنية "Somewhere in My Memory". كان امتياز الفيلم ونجاحه سببًا لتصوير تكملة له في عام 1992 وحيد في المنزل 2: ضائع في نيويورك، وهو الجزء الوحيد من السلسلة الذي ضم معظم الممثلين الأصليين للجزء الأول.

## القصة
في منزل بالقرب من ضاحية شيكاغو، تستعد عائلة مكاليستر للذهاب لقضاء عطلة عيد الميلاد في باريس، فرنسا. كيفين مكاليستر (ماكولي كولكين)، ويصبح أفراد الأسرة في عجلة من أمرهم لتعبئة الحقائب وكل شيء وللمغادرة، تصل العائلة بصعوبة إلى المطار، لكن من ناحية أخرى، تنسى الأسرة بطريق الخطأ كيفن في المنزل. سرعان ما أدركت عائلة ماكاليستر أنهم تركوا كيفن وراءهم عند وصولهم إلى باريس، تحاول كيت حجز رحلة العودة إلى الوطن، ولكن كل شيء كان محجوز حينها، قرر بيتر وبقية أفراد العائلة البقاء في منزل العم روب. عندما يستيقظ كيفين يكتشف أن أسرته قد نسيت ايقاظه وأن البيت الآن أصبح كله ملكه، فيستمتع كيفين بوقته كثيرًا، يقوم باللعب بالمنزل. في نهاية المطاف، تنحرف مسيرة سعادته عندما يأتي لصان (هاري لايم ومارفن ميرشانتس) يتجولان في الحي في محاولة لاقتحام المنازل وسرقتها، لأن الكثير من الناس يغادرون منازلهم بسبب عطلة عيد الميلاد. يأتي اللصوص إلى الحي الذي يعيش فيه كيفن ويخططان لاقتحام منزله.

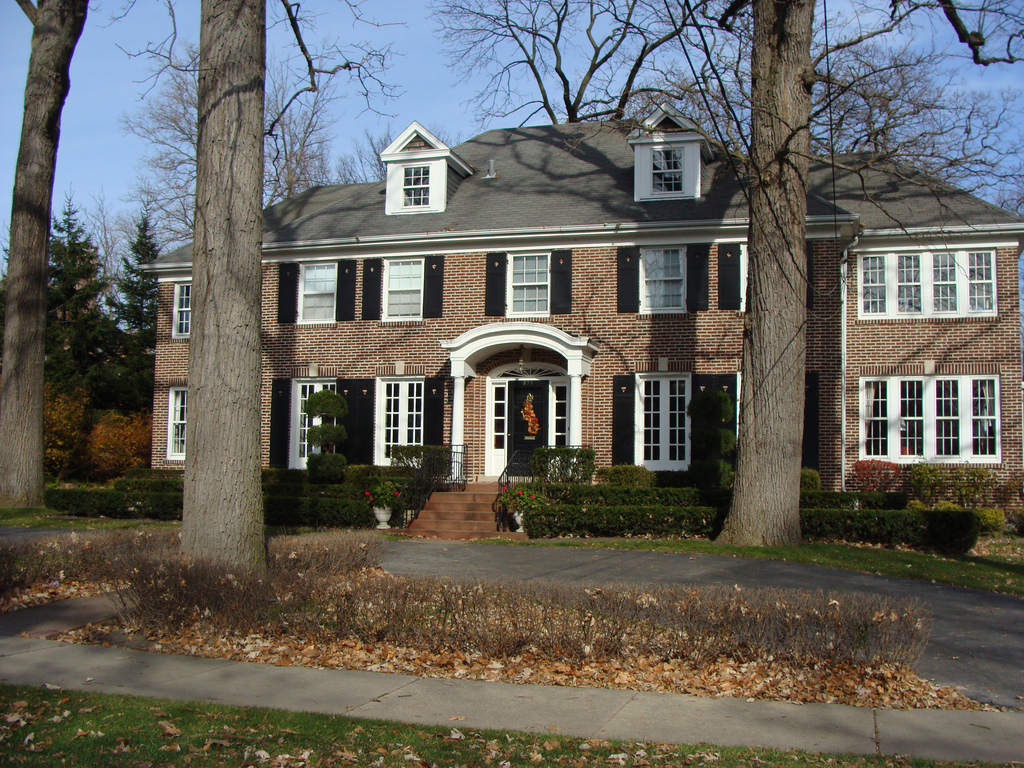
منزل هوم ألون في وينتكا، إلينوي.

يحاول كيفين تضليل اللصوص في البداية وخداعهم بأن المنزل مليئًا بالأشخاص، إلا أنه تُكشَف خدعته، فيناقشون خططهم لاقتحام منزله في الليل، ويبدأ كيفن من الناحية الأخرى بنصب الفخاخ في كل أنحاء المنزل. يتصل كيفن بالشرطة، ثم يهرب إلى المنزل المجاور، ويتمكن في النهاية من القبض على اللصوص وتقديمهم إلى الشرطة. في صباح اليوم التالي، يجتمع كيفين مع والدته، التي كانت تحاول الوصول إليه في أقرب وقت ممكن.

## الممثلين
- ماكولي كولكين بدور كيفن ماكاليستر، وهو طفل نشيط مشاغب يبلغ من العمر ثماني سنوات ولديه ميل لخلق الاختراعات الضارة.
- جو بيشي بدور هاري ليم، وهو لص قصير ومحتال يستهدف منزل عائلة ماكاليستر مع مارف.
- دانييل ستيرن بدور مارف ميرتشانتس، وهو لص طويل وبليد يستهدف منزل عائلة ماكاليستر مع هاري.
- جون هيرد بدور بيتر ماكاليستر، والد كيفن.
- كاثرين أوهارا بدور كاتي ماكاليستر، والدة كيفن وزوجة بيتر.
- روبرتس بلوسوم بدور الرجل العجوز، جار كيفن المسن.
- أنجيلا غوتالس بدور ليني، أخت كيفين الكبرى.
- ديفين راتراي بدور باز، الأخ الأكبر لكيفن الذي غالبًا ما يوقعه في المشاكل.
- جيري بامان بدور العم فرانك، الأخ الأكبر لبيتر.
- هيلاري وولف بدور ميغان، أخت كيفن الكبرى.
- جون كاندي بدور جوس بولينسكي، موسيقي فرقة بولكا والذي يساعد كيت.
- لاري هانكين بدور الضابط بالزاك.
- مايك مارونا بدور جيف، الأخ الأكبر لكيفن.
- كريستين مينتر بدور هيذر، ابن عم كيفن الأكبر.
- دايانا كامبيانو بدور سوندرا، ابنة عم كيفين الأكبر سناً.
- جديديا كوهين بدور رود، ابن عم كيفن الأكبر.
- كيران كولكين بدور فولر، ابن عم كيفن الأصغر.
- سينتا موسيس بدور تريسي، ابنة عم كيفين الأكبر سنًا.
- آنا سلوتكي بدور بروك، ابن عم كيفين الأصغر.
- تيري سنيل بدور العمة ليزلي، زوجة العم فرانك.
- جيفري وايزمان بدور ميتش مورفي، وهو جار يبلغ من العمر ثماني سنوات.
- فيرجينيا سميث بدور جورجيت، عمة كيفن، وزوجة العم روب، ووالدة هيذر وستيفان.
- مات دوهرتي بدور ستيفان، ابن عم كيفين الأكبر سنًا.
- رالف فودي بدور رجل العصابات #1 (جوني)، أدى دور شخصية في فيلم Angels with Filthy Souls، عندما كان يشاهده كيفن على التلفاز.
- مايكل جويدو بدور رجل العصابات #2 (سنيك)، أدى دور شخصية في فيلم Angels with Filthy Souls.
- راي تولر بدور العم روب، عم كيفن، الأخ الأصغر لبيتر والعم فرانك، ووالد هيذر وستيفان.
- بيلي بيرد أدت دور امرأة في المطار، إيرين، والتي تبيع كيت تذكرتها إلى دالاس.
- بيل إروين أدى دور رجل في المطار، إد، زوج إيرين والذي يوافق على بيع تذاكر إيرين.
- جيري بيكر بدور الضابط رقم 1.
- آلان وايلدر بدور وكيل تذاكر سكرانتون.
- هوب ديفيس بدور وكيلة التذاكر الفرنسية.
- هدسون كامبل بدور سانتا كلوز، يلتقي به كيفن.

## الإنتاج

### تطوير الفيلم

جون هيوز، كاتب الفيلم.

نشأت فكرة «هوم ألون» من تجربة شخصية لكاتب الفيلم جون هيوز؛ إذ أوضح هيوز قائلاً: «كنت ذاهبًا بعيدًا في إجازة، وأعد قائمة بكل شيء لا أريد أن أنساه. فكرت، حسنًا، من الأفضل ألا أنسى أطفالي.» ثم فكرت، «ماذا لو تركت ابني البالغ من العمر 10 سنوات في المنزل؟ ماذا سيفعل؟» ثم كتب هيوز ثماني صفحات من الملاحظات التي تطورت بعدها إلى سيناريو الفيلم. الأطفال بطبيعة الحال هم أكثر من يخافون من اللصوص، عمل هيوز أيضًا على هذا الفكرة في حبكة الفيلم.
في البداية كان سيجري تمويله وتوزيعه من قبل شركة وارنر برذرز، ووعد هيوز الاستوديو بأنه يمكن أن يصنع الفيلم بتكلفة لا تزيد عن 10 ملايين دولار، وهو أقل بكثير من معظم ميزانيات إنتاج الأفلام الطويلة في تلك الفترة. قلقًا من أن الفيلم قد يتجاوز هذا المبلغ، التقى هيوز سراً مع شركة توينتيث سينشوري فوكس قبل الإنتاج لمعرفة ما إذا كانوا مهتمين بتمويل المشروع، إذا أثبت شركة وارنر بأنها غير مرنة. وفقًا للمنتج التنفيذي سكوت روزنفيلت، سُلمت نسخة نصية من الفيلم «سرًا» إلى شركة فوكس، متجاوزاً القيود القانونية التي تنص على منع فوكس أو أي شركات أخرى من رؤية النص لحين تنفيذ المشروع. في وقت مبكر من الإنتاج، وصلت ميزانية الفيلم إلى 14.7 مليون دولار، بعد الحد الذي فرضه وارنر. طالب الاستوديو بخفضه لمقدار 1.2 مليون دولار؛ لكن رد المنتجون بمذكرة تفيد بأن الميزانية لا يمكن تخفيضها أكثر من ذلك. أوقف شركة وارنر برذرز الإنتاج في اليوم التالي، لكنه سرعان ما استؤنف الفيلم عندما استحوذت عليه شركة فوكس في عرض هيوز السابق. وصلت الميزانية النهائية للفيلم إلى 18 مليون دولار.
كان هيوز قد طلب من باتريك ريد جونسون إخراج الفيلم، لكنه كان ملتزمًا حينها بإخراج سبيس إنفيدرز. ثم التفت إلى كريس كولومبوس، الذي كان قد غادر عطلة عيد الميلاد في فيلم له قبل بدء التصوير، بسبب صدام شخصي مع الممثل شيفي تشيز، ثم أعطاه هيوز السيناريو لكل من هوم ألون وريتش ذا روك، إلا أنه اختار إخراج الفيلم الأول، حيث وجده أكثر تسلية وأحب موضوع عيد الميلاد.
قام كولومبوس بإعادة كتابة النص، والتي تضمنت شخصية جاره الكبير في السن مارلي. أضاف الشخصية لإعطاء القصة حس أكثر جدية، بالإضافة إلى نهاية أكثر عاطفية.

### تمثيل

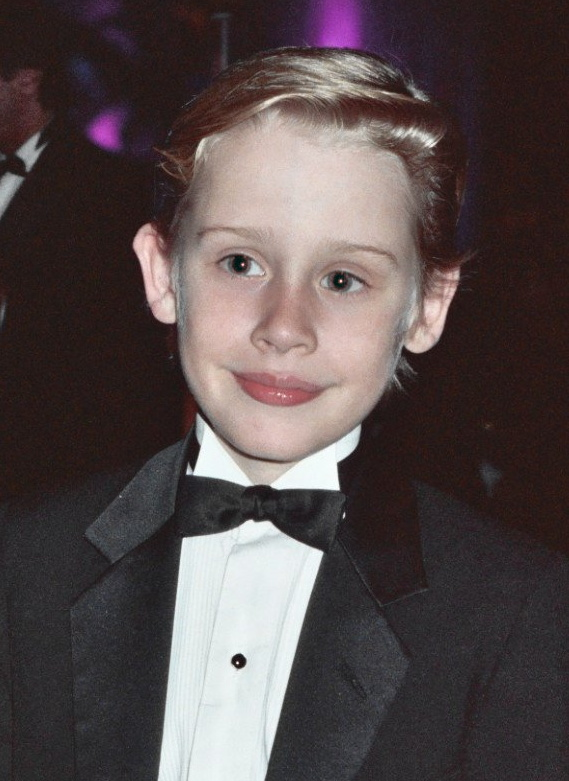
ماكولي كولكين، بطل الفيلم (صورة عام 1991).

اقترح هيوز على كولومبوس وضع ماكولي كولكين في دور البطولة، بسبب تجربته مع الطفل أثناء تصوير فيلم العم باك (1989). التقى كولومبوس مع العديد من الممثلين الأطفال بجانبه، حسب إحصائياته «المئات والمئات» (في الواقع 200)، حيث شعر كولومبوس أنها «مسؤوليته الإدارية». التقى كولومبوس أخيرًا بكولكين ووافق على تمثيله للدور.
عُرض دور هاري على روبرت دي نيرو وجون لوفيتز إلا أن كلاهما رفض الدور، قبله في النهاية جو بيشي. كُتِب دور العم فرانك في الأصل لـ كيلسي جرامر، ولكن مُنح إلى جيري بامان عندما لم يكن جرامر متاحًا.
اختير دانيال ستيرن في دور مارف، ولكن قبل بدء التصوير، قيل له أن جدول الإنتاج قد مُدَّ من ستة أسابيع إلى ثمانية؛ بعد إبلاغه بعدم وجود أموال في الميزانية لزيادة الأجور التي سعى إليها، وبسبب الجدول الزمني الممتد ترك دوره، سرعان ما عُين دانيال روبوك ليحل محله، ولكن بعد يومين من التدريب، لم ير كولومبوس أي كيمياء بينه وبين بيشي فقرر إعادة ستيرن. اعترف روبوك لاحقًا أنه على الرغم من أنه كان مستاءً من طرده من الإنتاج، إلا أنه يعتقد الآن أن دوره «دور صغيرة عديم الأهمية».
كان جون كاندي متاحًا ليوم واحد فقط لتصوير مشاهده، والتي استغرق تصويرها 23 ساعة. حصل على 414 دولارًا، لأنه مثل في الفيلم كخدمة لهيوز. في المقابل، كان الممثل الوحيد الذي سمح له هيوز بالخروج عن النص - وفقًا لكولومبوس، كان كل حواره مرتجلًا.

### التصوير
قام بتصوير فيلم Home Alone وحيد في المنزل مدير التصوير السينمائي خوليو ماكات المولود في روزاريو في الأرجنتين عام 1957، وقد بدأ حياته المهنية في سن التاسعة عشر كفني كاميرا، ثم عمل في التصوير السينمائي، وبعد ذلك أصبح مدير تصوير خاص، وكان المسؤول عن تصوير فيلم وحيد في المنزل وغيره من الأفلام العالمية.

## الموسيقى التصويرية
كان كولومبوس يأمل في البداية أن يسجل بروس بروفتون موسيقى الفيلم، حتى أنه عدة ملصقات مبكرة أدرجته على أنه هو الملحن، لكن كان بروتون مشغولًا بـ المنقذون في أستراليا، واضطر للإلغاء في اللحظة الأخيرة. تمكن كولومبوس لاحقًا من الاتصال بستيفن سبيلبرج، الذي ساعده على الاتصال بجون ويليامز لإصدار الموسيقى. تظهر أغاني عيد الميلاد التقليدية، مثل "O Holy Night" و"Carol of the Bells"، بشكل بارز في الفيلم، بالإضافة إلى أغنية الفيلم "Somewhere in My Memory". صدرت الموسيقى التصويرية بواسطة تسجيلات سوني الكلاسيكية على شريط كاسيت في 4 ديسمبر 1990، وعلى قرص مضغوط في 27 مايو 2015.

## الإصدار
عُرض الفيلم لأول مرة في شيكاغو في 10 نوفمبر 1990، وصدر على نطاق واسع في 16 نوفمبر 1990.

### العرض الداخلي
صدر الفيلم لأول مرة بواسطة فوكس فيديو في الولايات المتحدة على شكل في إتش إس وليزرديسك في 22 أغسطس 1991، يُعتبر فيديو الفيلم أول فيديو لهم يُباع مباشرة بدلاً من سوق تأجير الفيديو أولاً. بِيعت 11 مليون نسخة، وحققت عائدات كييرة بلغت 150 مليون دولار، مما جعله مع إي تي، الفيلمان الأكثر مبيعًا في كل الأوقات حينها. بسبب المبيعات الهائلة، لم يكن البيع جيدًا في سوق الإيجار.
صده لاحقًا على قرص دي في دي في 5 أكتوبر 1999. صدرت نسخة بلو-راي في 2 ديسمبر 2008، بعنوان Family Fun Edition، وصدر جنبًا إلى جنب مع وحيد في المنزل 2: ضائع في نيويورك في دي في دي واحد بتاريخ 5 أكتوبر 2010. أُعيد إصدار الفيلم مرة أخرى على أقراص دي في دي وبلو-راي في 6 أكتوبر 2015، جنبًا إلى جنب مع جميع أجزائه الأربعة التي تبعته في صندوق واحد بعنوان Home Alone: 25th Anniversary Ultimate Collector's Christmas Edition.
في 15 سبتمبر 2020، أصدرت شركة والت ديزني ستوديوز موشن بيكشرز وتوينتيث سينشوري فوكس للترفيه المنزلي الفيلم على تقنية ألترا اتش دي بلوراي بمناسبة الاحتفال بالذكرى الثلاثين لإصداره في الولايات المتحدة.

## الاستقبال

### شباك التذاكر
بلغ إجمالي أرباح الفيلم 285.8 مليون دولار في الولايات المتحدة وكندا و190.9 مليون دولار في دول أخرى ليصبح مجموعه العالمي 476.7 مليون دولار، مقابل ميزانية إنتاج قدرها 18 مليون دولار. في عطلة نهاية الأسبوع الافتتاحي، حقق هوم ألون أرباحًا بلغت 17 مليون دولار من 1,202 مسرح، بمتوسط 14,211 دولارًا لكل موقع و6% فقط من الإجمالي النهائي والشاشات المضافة على مدار الأسابيع الستة التي تلت الافتتاح، مع ذروة عدد الشاشات البالغ 2174 خلال عطلة نهاية الأسبوع الثامنة في بداية كانون الثاني / يناير 1991. أثبت الفيلم أنه يخظى بشعبية كبيرة لدرجة أنه بقي في المسارح بعد موسم عيد الميلاد. كان الفيلم رقم 1 في شباك التذاكر لمدة 12 أسبوعًا متتاليًا؛ أي من إصداره في نهاية الأسبوع في 16-18 نوفمبر 1990 حتى عطلة نهاية الأسبوع من 1 إلى 3 فبراير 1991. نزل عن الصدارة عندما افتتح فيلم النوم مع العدو بمبلغ 13 مليون دولار، ومع ذلك، فقد ظل في قائمة العشرة الأوائل في شباك التذاكر حتى عطلة نهاية الأسبوع في 26 أبريل من ذلك العام، والتي كانت بعد عطلة عيد الفصح. ظهر مرتين في المراكز العشرة الأولى (عطلة نهاية الأسبوع من 31 مايو - 2 يونيو وعطلة نهاية الأسبوع من 14 إلى 16 يونيو) قبل أن خرج نهائيًا من المراكز العشرة الأولى. بعد أكثر من تسعة أشهر من عرضه، حقق الفيلم 16 ضعفًا لأول مرة في عطلة نهاية الأسبوع، وانتهى به الأمر بتحقيق إجمالي قدره 285.761.243 دولارًا، وهو الفيلم الأكثر ربحًا لذلك العام في أمريكا الشمالية. أُدرج الفيلم في موسوعة غينيس للأرقام القياسية باعتباره الفيلم صاحب أعلى كوميديا حركة حية على الإطلاق وحافظ على الرقم القياسي حتى تجاوزه صداع الكحول الجزء الثاني في عام 2011.
بحلول الوقت الذي كان فيه الفيلم قد بدأ عرضه على المسارح، كان Home Alone ثالث أعلى فيلم ربحًا على الإطلاق في جميع أنحاء العالم، وكذلك في الولايات المتحدة وكندا خلف حرب النجوم (322 مليون دولار في ذلك الوقت) وإي تي (399 مليون دولار في ذلك الوقت). يقدر موقع بوكس أوفيس موجو أن الفيلم باع أكثر من 67.7 مليون تذكرة في الولايات المتحدة. كان أيضًا الفيلم الأكثر ربحًا في عيد الميلاد حتى تجاوزه فيلم الغرينش في عام 2018. وفقًا لوليام جولدمان، دفع نجاح الفيلم إلى إنشاء فعل هوليوودي: «أن تكون وحيدًا في المنزل».

### استقبال
على روتن توميتوز، حصل الفيلم على موافقة بنسبة 66٪ بناءً على 56 مراجعة، بمتوسط تقييم 5.80 / 10. يقرأ الإجماع النقدي للموقع أن «فرضية الفيلم غير متكافئة ومضحكة في كثير من الأحيان وممتدة بشكل غير معقول مدعومة بأداء كولكين اللطيف والنجوم الداعمة القوية.» على ميتاكريتيك، لدى الفيلم متوسط درجات بلغت 63 من 100، بناءً على 9 نقاد، مما يشير إلى «المراجعات الإيجابية بشكل عام». أعطت الجماهير التي استطلعت آراءها سينماسكور الفيلم متوسط درجة "A" على مقياس A+ إلى F.

## ملحقات
بعد تحقيق نجاح باهر في هذا الفيلم، صدرت مجموعة من الألعاب لشركات كبيرة مثل النينتندو والسوني، إلا أنها لم تلاق نجاح كما لاقاه الفيلم بمختلف أجزائه.

## وصلات خارجية
- وحيد في المنزل على موقع IMDb (الإنجليزية)
- وحيد في المنزل على موقع ميتاكريتيك (الإنجليزية)
- وحيد في المنزل على موقع الموسوعة البريطانية (الإنجليزية)
- وحيد في المنزل على موقع روتن توميتوز (الإنجليزية)
- وحيد في المنزل على موقع قاعدة بيانات الأفلام العربية
- وحيد في المنزل على موقع ألو سيني (الفرنسية)
- وحيد في المنزل على موقع Turner Classic Movies (الإنجليزية)
- وحيد في المنزل على موقع أول موفي (الإنجليزية)
- وحيد في المنزل على موقع بوكس أوفيس موجو (الإنجليزية)
- وحيد في المنزل على موقع فيلمافينيتي (الإسبانية)